# Jennifer Morrison
Pour les articles homonymes, voir Morrison et JMO.
Jennifer Morrison, également surnommée JMo, née le 12 avril 1979 à Chicago, Illinois (États-Unis), est une actrice, réalisatrice et productrice américaine.
Elle est principalement connue pour avoir tenu le rôle principal d'Emma Swan dans la série Once Upon a Time, ainsi que pour son interprétation du médecin Allison Cameron dans la série télévisée Dr House, puis du personnage de Zoey Pierson dans How I Met Your Mother.

## Biographie

### Origines
Jennifer Marie Morrison est née le 12 avril 1979 à Chicago dans l'Illinois. Son père, David, était enseignant et proviseur de son école secondaire. Elle a une sœur, Julia Kay, et un frère Daniel. Sa mère, Judy, était professeure de clarinette.
Elle commence sa carrière très tôt comme enfant-mannequin, en particulier dans des publicités pour Rice Krispies, JC Penney, Montgomery Ward et Mondos. Elle apparait pour la première fois à l'âge de 10 ans dans un magazine, Sport illustrated for kids, en compagnie de Michael Jordan.

### Carrière
Jennifer Morrison décroche son premier rôle à 15 ans dans le film Intersection, reprise du film Les Choses de la vie de Claude Sautet, où elle interprète la fille du couple Richard Gere et Sharon Stone. Elle décroche ensuite un petit rôle dans le film Hypnose.
Elle obtient son premier grand rôle dans le film Urban Legend 2 : Coup de grâce, puis joue dans Grind, dans Famille à louer et dans Mr. et Mrs. Smith (Mr. & Mrs. Smith).
Elle apparaît dans le jeu vidéo Command and Conquer 3 : Les Guerres du Tiberium en tant que « lieutenant Kirce James » dans la campagne du GDI, aux côtés de Michael Ironside.
Elle joue dans Dr House à partir de 2004, où elle tient le rôle du Dr Allison Cameron, une femme médecin dans le service du Dr Gregory House dont elle respecte le talent mais critique régulièrement les méthodes. En septembre 2009, elle n'est pas présente au casting de la saison 7 de la série à la suite d'une décision artistique de la production. Elle revient dans l'épisode final de la série. La même année, elle est à l'affiche du film à succès Star Trek de J. J. Abrams, qui est acclamé par la critique.
En 2010, elle apparaît dans la saison 6 de How I Met Your Mother, tenant le rôle de Zoey.
Entre 2011 et 2017, elle est au casting de Once Upon a Time où elle interprète le rôle d'Emma Swan, fille de Blanche-Neige et du Prince Charmant. En mai 2017, alors que les derniers épisodes de la sixième saison sont diffusés, l'actrice décide de quitter la série, avec la possibilité d'apparaitre dans un épisode de la saison 7.
En 2019, elle s'illustre dans le film Scandale, aux côtés de Charlize Theron, Nicole Kidman, Margot Robbie et Elisabeth Röhm, qui est un succès avec plus de 59,9 millions de dollars récoltés à travers le monde, tout en obtenant d'excellentes critiques.
Elle apparaît également dans la série This Is Us en 2020,.

### Vie privée

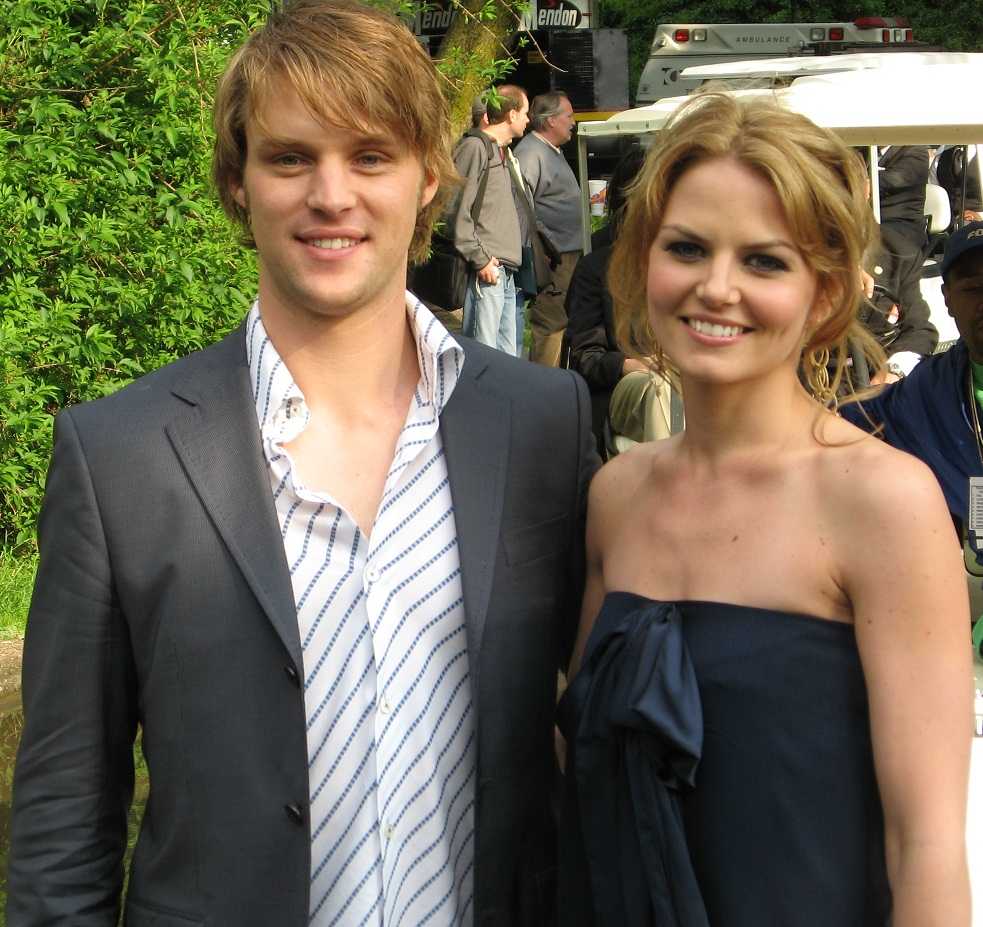
Aux FOX Upfronts 2007, avec son ex-fiancé Jesse Spencer.

Jennifer Morrison s'est fiancée à Jesse Spencer le 23 décembre 2006 au sommet de la tour Eiffel. Les fiançailles ont été annoncées au début de 2007 mais ont été rompues huit mois plus tard.
Durant l'été 2012, elle sort avec Sebastian Stan, un de ses partenaires dans la série Once Upon a Time, mais ils rompent vers juin 2013.
Depuis 2017, elle est en couple avec l'acteur Adrian Bellani, aussi connu sous le nom de Gerardo Celasco. En avril 2022, elle fait part de leur mariage sur Instagram.

## Filmographie

### Actrice

#### Cinéma

##### Longs métrages
- 1994 : Intersection de Mark Rydell : Meaghan Eastman
- 1994 : Miracle sur la 34e rue (Miracle on 34th Street) de Les Mayfield : Denice
- 1999 : Hypnose (Stir of Echoes) de David Koepp : Samantha Kozac
- 2000 : Urban Legend 2 : Coup de grâce (Urban Legends: Final Cut) de John Ottman : Amy Mayfield
- 2001 : The Zeros de John Ryman : Joyce
- 2002 : Design de Davidson Cole : Sonya Mallow
- 2002 : Nantucket de Glenn Klinker : Alicia
- 2002 : American Sexy Girls (Girl Fever) de Michael Davis : Annie
- 2003 : Grind de Casey La Scala : Jamie
- 2004 : The Sure Hand of God de Michael Kolko : Lily Bowser
- 2004 : Famille à louer (Surviving Christmas) de Mike Mitchell : Missy Vanglider
- 2005 : Mr. et Mrs. Smith (Mr. & Mrs. Smith) de Doug Liman : Jade
- 2005 : Mall Cop de David Greenspan : Chris
- 2006 : Flourish de Kevin Palys : Gabrielle Winters
- 2008 : Le Grand Stan (Big Stan) de Rob Schneider : Mindy
- 2009 : Star Trek de J. J. Abrams : Winona Kirk
- 2009 : Les Colocataires (Table for Three) de Michael Samonek : Leslie
- 2011 : Warrior de Gavin O'Connor : Tess Conlon
- 2012 : Stars in Shorts de Benjamin Grayson : agent Rachel Mintz (segment Prodigal)
- 2012 : Knife Fight de Bill Guttentag : Angela Anderson
- 2013 : Some Girl(s) de Daisy von Scherler Mayer : Sam
- 2013 : Event 15 de Matthew Thompson : White
- 2013 : Star Trek Into Darkness de J. J. Abrams : Winona Kirk (voix)
- 2016 : The Darkness : Greg McLean : Joy Carter
- 2016 : Albion: The Enchanted Stallion de Castille Landon (en) : The Abbess
- 2017 : Amityville: The Awakening de Franck Khalfoun : Candice
- 2017 : Sun Dogs d'elle-même : Marie
- 2018 : Superfly de Director X : inspecteur Mason
- 2018 : Back Roads d'Alex Pettyfer : Callie Mercer
- 2018 : The List (Alex & the List) d'Harris Goldberg : Katherine Stern
- 2018 : Assassination Nation de Sam Levinson : Margie Duncan (caméo)
- 2019 : Batman: Hush de Justin Copeland : Selina Kyle / Catwoman (voix)
- 2019 : All Creatures Here Below de Collin Schiffli : Penny
- 2019 : The Report de Scott Z. Burns : Caroline Krass
- 2019 : Scandale (Bombshell) de Jay Roach : Juliet Huddy

##### Courts métrages
- 2004 : Lift de Shaun O'Banion : Sarah
- 2006 : The Script de Earnest Rhea : Christie
- 2015 : To Dust Return de Chris Peters : Sharon Reynolds

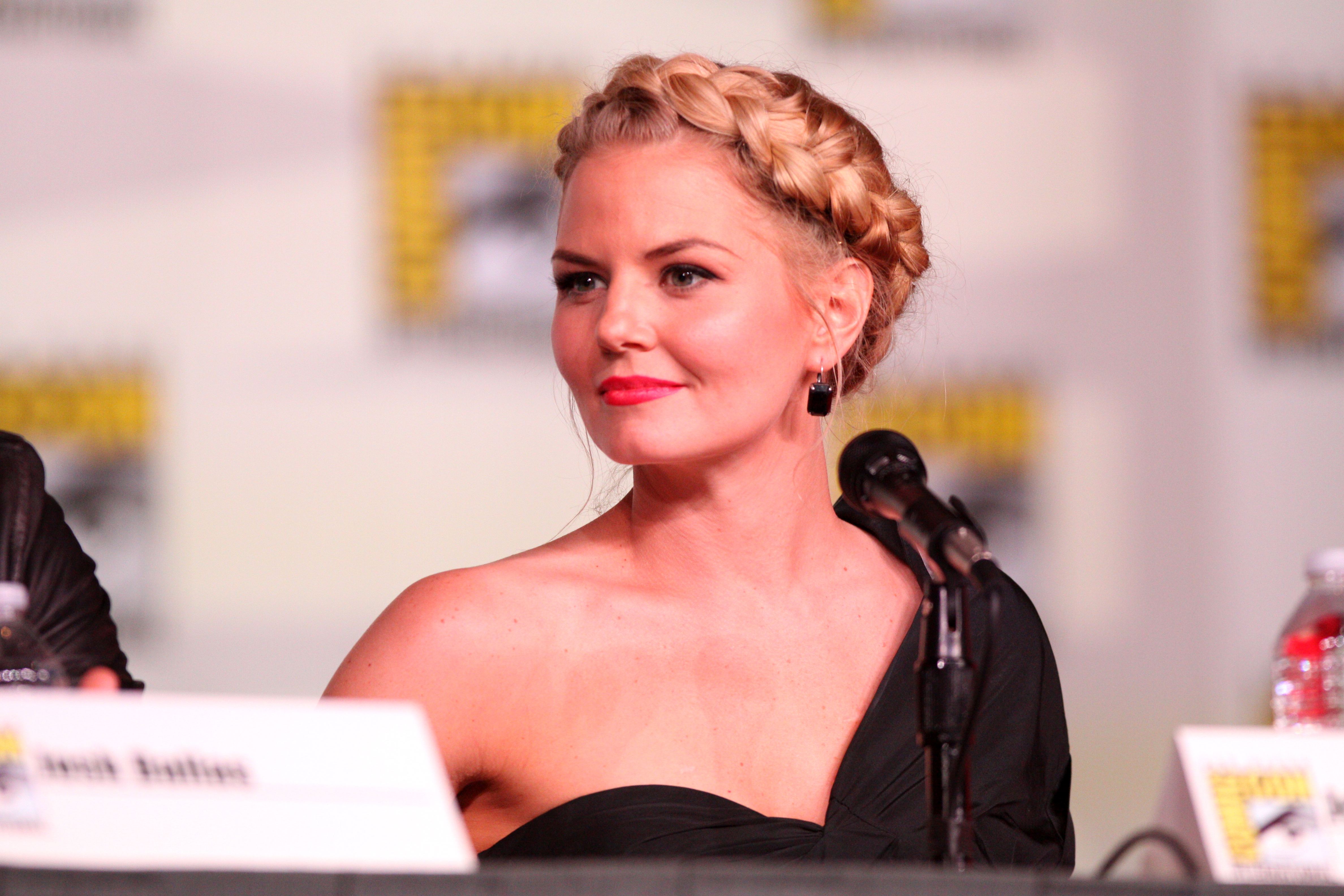
L'actrice au San Diego Comic-Con en 2012.

- 2015 : Mattresside de Chris Merrill : Angelica
- 2019 : The Tattooed Heart : Charlotte Lewis

#### Télévision

##### Téléfilms
- 2002 : Big Shot : Confession d'un bookmaker (Big Shot: Confessions of a Campus Bookie) d'Ernest R. Dickerson : Callie
- 2007 : Diana : À la recherche de la vérité (The Murder of Princess Diana) de John Strickland : Rachel Visco
- 2011 : À la dérive : L'Histoire vraie d'Ashley Phillips (Bringing Ashley Home) : Ashley Phillips
- 2011 : Un combat, cinq destins (Five) d'Alicia Keys : Sheila (segment Lili)

##### Séries télévisées

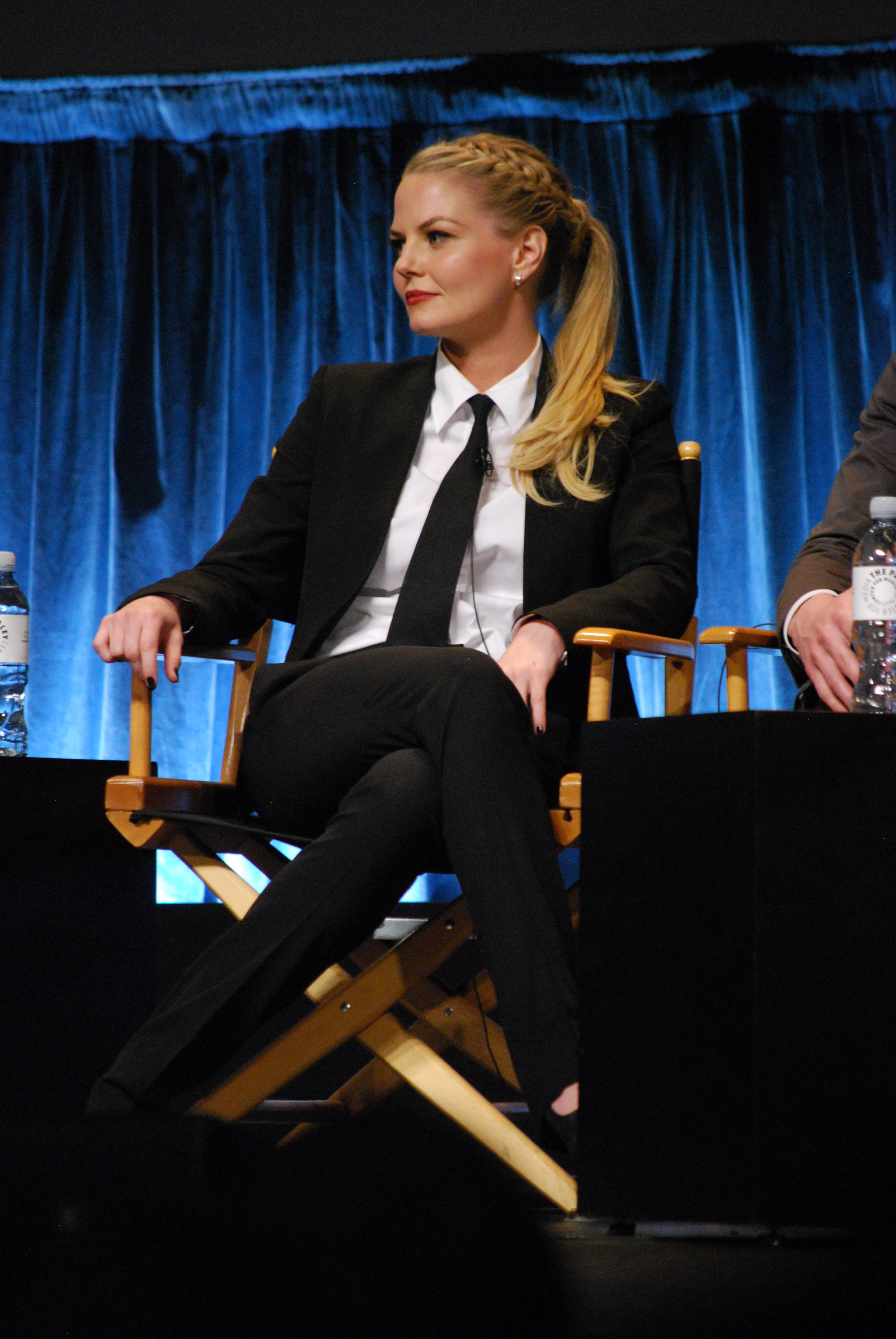
L'actrice au Paleyfest 2012.

- 2001 : Les Chroniques du mystère (The Chronicle) : Gwen (saison 1, épisode 9)
- 2001 : Les Anges du bonheur (Touched by an Angel) : Melissa Dunnigan (saison 8, épisode 7)
- 2001-2002 : Dawson (Dawson's Creek) : Melanie Shea Thompson (2 épisodes, saison 5)
- 2002 : Any Day Now : Mandy Singer (saison 4, épisode 16)
- 2002 : The Random Years (série télévisée) : Megan (saison 1, épisode 1)
- 2004-2012 : Dr House (House) : Dr Allison Cameron (principale, saisons 1 à 6 - invitée, saison 8)
- 2009 : The Super Hero Squad Show : la Guêpe (voix - 3 épisodes)
- 2010 : Chase : Faith Maples (saison 1, épisode 4)
- 2010-2014 : How I Met Your Mother (série télévisée) : Zoey Pierson (récurrente, saison 6 - invitée saison 9)
- 2011-2018 : Once Upon a Time : Emma Swan (principale, saisons 1 à 6 - invitée saison 7)
- 2019-2022 : This Is Us : Cassidy Sharp.
- 2023 : Will Trent : Abigail Campano
- 2024 : Tracker : Lizzy Hawking (saison 1, épisode 13)

#### Clips vidéos
- 2002 : Too Bad About Your Girl de The Donnas
- 2003 : Shut Up de Nick Lachey
- 2015 : What I Want de William Butler
- 2015 : Demon Days (Do It All Again) de Wild Wild Horses

#### Doublage de jeu vidéo
- 2007 : Command and Conquer 3 : Les Guerres du Tiberium : Kirce James (voix)

### Réalisatrice
- 2015 : Demon Days (Do It All Again) (clip vidéo)
- 2017 : Warning Labels (court métrage)
- 2017 : Sun Dogs
- 2019 : Euphoria (série télévisée - saison 1, épisode 5)
- 2021 : Dr Death (série télévisée - épisode 3 et 4)
- 2021 : Qui ment? (série télévisée - saison 1, épisode 1)
- 2021 : Joe Pickett (série télévisée - épisode 6 et 7)
- 2022 : Grease : Rise of the Pink Ladies (série télévisée - saison 1, épisode 5)

### Productrice
- 2006 : Flourish de Kevin Palys
- 2017 : Sun Dogs d'elle-même

## Distinctions

### Récompenses
- Boston Society of Film Critics Awards 2009 : meilleure distribution pour Star Trek - partagée avec Chris Pine, Zachary Quinto, Zoe Saldana, Karl Urban, Leonard Nimoy, John Cho, Simon Pegg, Anton Yelchin, Ben Cross, Eric Bana, Clifton Collins Jr., Bruce Greenwood, Chris Hemsworth, Winona Ryder, Tyler Perry et Faran Tahir
- Prism Award 2012 : meilleure actrice dans un téléfilm ou une mini-série pour Bringing Ashley Home
- Teen Choice Awards 2016 : meilleur baiser pour Once Upon a Time - partagé avec Colin O'Donoghue

### Nominations
- Detroit Film Critics Society Awards 2009 : meilleure distribution pour Star Trek - partagée avec Chris Pine, Zachary Quinto, Zoe Saldana, Karl Urban, Leonard Nimoy, John Cho, Simon Pegg, Anton Yelchin, Ben Cross, Eric Bana, Clifton Collins Jr., Bruce Greenwood, Chris Hemsworth, Winona Ryder, Tyler Perry et Faran Tahir
- Screen Actors Guild Awards 2009 : meilleure distribution pour une série dramatique pour Dr House - partagée avec Lisa Edelstein, Omar Epps, Peter Jacobson, Hugh Laurie, Robert Sean Leonard, Kal Penn, Jesse Spencer et Olivia Wilde
- People's Choice Awards 2014 : meilleure alchimie à l'écran pour Once Upon a Time - partagée avec Colin O'Donoghue
- Teen Choice Awards 2015 : meilleur baiser pour Once Upon a Time - partagée avec Colin O'Donoghue
- Teen Choice Awards 2017 :
  - Meilleure actrice dans une série télévisée fantastique ou de science-fiction pour Once Upon a Time
  - Meilleur baiser pour Once Upon a Time - partagée avec Colin O'Donoghue

## Voix francophones
En France, Cathy Diraison est la voix française régulière de Jennifer Morrison depuis la série Dr House en 2007.
Au Québec, elle est le plus souvent doublée par Geneviève Désilets.
En France
| - Cathy Diraison dans : - Dr House (série télévisée) - Une fille à marier (téléfilm) - How I Met Your Mother (série télévisée) - Diana : À la recherche de la vérité (téléfilm) - Chase (série télévisée) - Warrior - Les Colocataires - Once Upon a Time (série télévisée) - Un combat, cinq destins (téléfilm) - À la dérive : L'Histoire vraie d'Ashley Phillips (téléfilm) - Trauma - The Darkness - Scandale - This Is Us (série télévisée) - Tracker (série télévisée) | Et aussi - Véronique Desmadryl dans Urban Legend 2 - Céline Mauge dans Dawson (série télévisée) - Vanessa Bettane dans Famille à louer - Karine Texier dans Mr. et Mrs. Smith - Cécile d'Orlando dans Star Trek - Céline Monsarrat dans Le Grand Stan |

Au Québec
| - Geneviève Désilets dans - Ça Planche! - Le Grand Stan - Guerrier - La fosse aux lions | Et aussi - Sophie Léger dans Les portes de l'esprit |